# Università dello Zimbabwe
L'università dello Zimbabwe (UZ) è un'università pubblica situata ad Harare, in Zimbabwe. Fu aperta nel 1952 con il nome di Università della Rhodesia e del Nyasaland e fu affiliata all'Università di Londra, poi cambiò in Università della Rhodesia e, dopo il 1980, in Università dello Zimbabwe. L'UZ è l'università più antica in Zimbabwe.
L'Università ha 11 facoltà (con le facoltà di Agraria, Belle Arti, Economia, Informatica e Telecomunicazioni, Ingegneria e Architettura, Giurisprudenza, Scienze, Scienze sociali, Veterinaria e Medicina) e offre un'ampia gamma di specialistiche. L'università è accreditata attraverso il Consiglio Nazionale per l'Istruzione Superiore, sotto il Ministero dell'Istruzione Superiore e Terziaria. Si insegna in Inglese. L'università ha affrontato critiche dopo aver dato titoli di studio in maniera fraudolenta a persone vicine al partito di Robert Mugabe come la First Lady Grace Mugabe.

## Storia

### Retroscena
Nel 1945, Manfred Hodson fondò la Rhodesia University Association, incentivato dalla promessa di circa 20.000 £ di Robert Jeffrey Freeman se lui avesse fondato un'università. L'anno seguente, l'Assemblea legislativa della Rhodesia Meridionale adottò una mozione proposta da Hodson per la creazione di un'università che potesse soddisfare i bisogni della Rhodesia Meridionale e i territori circostanti. Il governatore della Rhodesia Meridionale fondò il Rhodesia University Foundation Fund nel 1947 e nel 1948 l'Assemblea accettò l'offerta di un terreno di Mount Pleasant a Salisbury (Harare). 4 anni più tardi fu emanato un disegno di legge per la costruzione dell'Università. Le prime lezioni erano pensati per un gruppo momentaneo di 68 studenti e venivano svolte in una sede provvisoria a 147 Baker Avenue (oggi conosciuto come Nelson Mandela Avenue).Indipendentemente dalle iniziative di Hodson e dall'Assemblea Legislativa, la commissione del consiglio centrale africano per l'istruzione superiore, guidato da Sir Alexander Carr-Saunders, raccomandava di creare un college universitario per aiutare la neonata Federazione di Rhodesia e Nyasaland, con la sua preferenza a essere integrato nel progetto.